# (4317) Garibaldi
(4317) Garibaldi es un asteroide perteneciente al cinturón exterior de asteroides descubierto por Zdeňka Vávrová el 19 de febrero de 1980 desde el Observatorio Kleť, cerca de České Budějovice, República Checa.

## Designación y nombre
Garibaldi recibió inicialmente la designación de 1980 DA1.
Posteriormente, en 1993, se nombró en honor del militar y político italiano Giuseppe Garibaldi (1807-1882).

## Características orbitales
Garibaldi orbita a una distancia media de 3,996 ua del Sol, pudiendo acercarse hasta 3,348 ua y alejarse hasta 4,645 ua. Tiene una inclinación orbital de 9,817 grados y una excentricidad de 0,1623. Emplea en completar una órbita alrededor del Sol 2918 días.
Garibaldi forma parte del grupo asteroidal de Hilda.

## Características físicas
La magnitud absoluta de Garibaldi es 10,8. Tiene un diámetro de 49,5 km y emplea 28,5 horas en completar una vuelta sobre su eje. Se estima su albedo en 0,0499.